# Cruiser Mk VIII Challenger
De Tank, Cruiser, Challenger, A30, beter bekend als de Cruiser Mk VIII Challenger, was een Britse tank uit de Tweede Wereldoorlog. Het voertuig had een zeer krachtig 17-ponder kanon van het kaliber 76,2 mm, gemonteerd in een speciaal ontworpen grote toren die op het chassis van de Cruiser Cromwell geplaatst was. Het doel van de tank was de antitankondersteuning, onder andere aan cruiser tank-eenheden.
Het ontwerp van zo'n tank was al bevolen in 1941. De ontwikkeling liep ernstige vertraging op wegens de technische moeilijkheden die verbonden waren aan het combineren van een brede toren met de smalle romp van de Cromwell. De productie begon in maart 1944 en liep door tot in 1945. Al in november 1943 was besloten maximaal tweehonderd stuks te bouwen. Het 17-ponder kanon kon namelijk ook worden geplaatst in de toren van de M4 Sherman, de standaardtank van de westelijke geallieerden.
In juli 1944 ontvingen de eenheden aan het front in Frankrijk hun eerste Challengers. Wegens allerlei kinderziekten moesten de tanks vaak teruggeroepen en omgebouwd worden. De inzet bleef beperkt tot enkele pantserdivisies, van het Verenigd Koninkrijk en Polen, die ieder over een vijftiental Challengers beschikten om lichter bewapende tanks te ondersteunen. Het type heeft zo geen belangrijke rol gespeeld in de gevechten.
Na de oorlog dankte het Britse leger de Challenger snel af. Tsjecho-Slowakije nam echter tweeëntwintig voertuigen over die men tot 1951 bleef gebruiken. De laatste vrijwel complete Challenger wordt sinds 1976 tentoongesteld door Oorlogsmuseum Overloon.

## Ontwikkeling
Tijdens de Tweede Wereldoorlog maakten de Britten in hun ontwerpen een onderscheid tussen cavalerietanks en infanterietanks. In beide categorieën liepen de Britse tanks in hun bewapening achter op de Duitsers. In 1941 werd dat pijnlijk duidelijk door zware verliezen in slagen tegen het Afrikakorps. Het Britse opperbevel verzocht de Tank Board, de institutie die de tankontwikkeling reguleerde, voertuigen te ontwikkelen met kanonnen die een groot kaliber met een hoge aanvangssnelheid combineerden zodat Duitse tanks op een grote afstand konden worden uitgeschakeld. Voor de infanterie zette men een project op waarbij een 76,2 mm luchtafweergeschut in de romp van een Churchilltank werd geplaatst. Dit leidde niet tot productie.
Gelijktijdig werd in 1941 door de cavalerie het A 29-project opgestart, de "Clan", dat een voertuig moest opleveren, als doorontwikkeling van de eerdere lijn van cruiser tanks, dat bewapend was met het krachtige 17-ponder kanon. Tegelijkertijd moest het zwaar genoeg bepantserd zijn om immuun te zijn voor Duitse tankkanonnen. De eerste opzet ging al uit van een gewicht van vijfenveertig ton en al snel bleek dat het eindontwerp nog zwaarder zou uitvallen. Daarom stelde men dat in januari 1942 bij tot vijfendertig ton, de eis van zware bepantsering vallen latend, en het nieuwe project kreeg de aanduiding A 30. De Birmingham Railway Carriage and Wagon Company kreeg, onder begeleiding van ingenieur "Roy" Robotham, opdracht op basis van de A 27 Cromwell, waarvan men al de producent was, een prototype te ontwikkelen. Het bedrijf Stothert & Pitt moest de toren ontwerpen, gebaseerd op hun eerdere ontwerp voor de TOG 2. William Arthur Robotham was afkomstig van Rolls-Royce en had ervoor gezorgd dat de krachtige V12 Merlin-motor in de Cromwell ingebouwd werd. Een lid van de Tank Board, nam hij het nu op zich de productie van de A 30 te coördineren, die de naam "Challenger" kreeg. Alle cruiser tanks hadden namen die begonnen met een C.

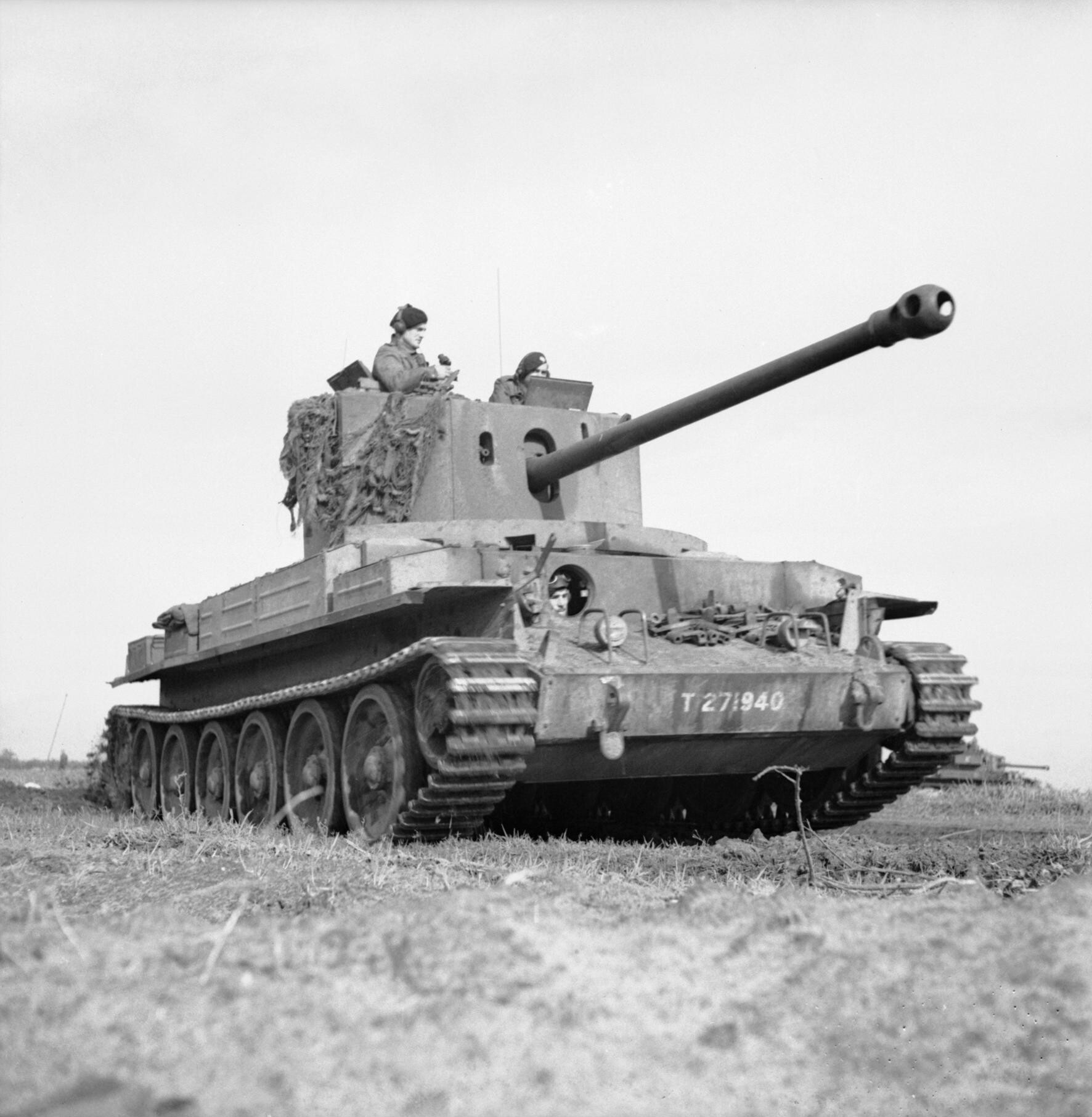
De Challenger had een hoog profiel

Met de constructie van de eerste twee prototypen van de Challenger werd al begonnen in mei 1942. Het eerste werd op 13 augustus 1942 afgeleverd en getest door het leger. Hieruit kwam een aantal zwakten van het ontwerp naar voren. Het gewicht lag drie ton hoger dan de Cromwell, wat de ophanging te zwaar bleek te belasten. De bepantsering werd daarom verminderd. De kanonwieg was ook al te zwaar belast en de toren kon niet snel genoeg gedraaid worden zodat een sterkere Metadyne elektromotor geïnstalleerd moest worden. De munitievoorraad was te gering en men liet daarom het rompmachinegeweer weg om meer ruimte te scheppen. Uit de test bleek dat de tank met gemak het pantser van de Duitse Panzerkampfwagen IV op grote afstand kon doorslaan, maar dat het type wegens het zwakke eigen pantser en de trage vuursnelheid van het kanon kwetsbaar zou zijn in een tankduel. Ondertussen was de Duitse Tiger I verschenen en de Challenger was daar duidelijk geen evenwaardige tegenstander van.
Het tweede prototype, waarin de gevraagde aanpassingen verwerkt waren, werd geleverd op 21 januari 1943 en weer volgde een ronde aan beproevingen. Er was grote twijfel of het project wel doorgang moest vinden. Het combineren van een groot kanon met het chassis van de Cromwell, de grootste cruiser die beschikbaar was, was niet mogelijk gebleken zonder allerlei tekortkomingen te accepteren en storingsgevoelige technische vernieuwingen te introduceren. In februari 1943 werd desalniettemin een order geplaatst voor tweehonderd exemplaren. Men wilde per se over een voertuig met een 17-ponder kanon kunnen beschikken want zo'n krachtig wapen was hard nodig om de nieuwere generaties Duitse tanks partij te kunnen geven. In mei 1943 deed men nog een uiterste poging om of een nieuw 75 mm Lang 50 kanon of de 17-ponder in de normale Cromwelltoren in te bouwen maar dat bleek geheel onpraktisch. In november 1943 werd gemeld dat er geen vervolgorders voor de Challenger zouden komen: men zou de 17-ponder in de M4 Sherman gaan installeren, van welke versie er 1783 geproduceerd werden. Tegelijkertijd werd toen het A 40-project beëindigd, ofwel de Challenger Stage II, een plan om de Challenger van zwaardere bepantsering te voorzien wat het gewicht had doen oplopen tot zesendertig ton.
De productie van de Challenger begon pas in maart 1944, na talloze opstartmoeilijkheden. Dat jaar werden er 145 geleverd, en nog eens 52 tot april 1945 voor een totaal van 197: de order van tweehonderd omvatte ook drie prototypen. Er werd ook prioriteit gegeven aan de fabricage van de normale Cromwell. De bekende maandtotalen zijn acht in maart 1944, twaalf in april, elf in mei, drie in juni, twaalf in juli, tweeëntwintig in augustus en september, negentien in oktober, twintig in november, zestien in december, veertien in januari 1945 en dertien in februari.
Gedurende de productie werden enkele verbeteringen aangebracht. De order was verdeeld in twee series van veertig en honderdzestig stuks. De eerste serie had een kanonmantel met een dikte van veertig millimeter; bij de tweede werd dit vergroot tot 102 millimeter. Het was gebleken dat de voorste pantserplaat aan weerszijden van de kanonmantel gevoelig was voor doorslag door het standaard 75 mm kanon dat veel Duitse voertuigen bezaten. De veldwerkplaatsen lasten daarop extra platen van 25 millimeter dikte op de kwetsbare segmenten. Bij de laatste honderd geproduceerde voertuigen werd het hoofdpantser op die plekken in gelijke mate verdikt.

## Beschrijving

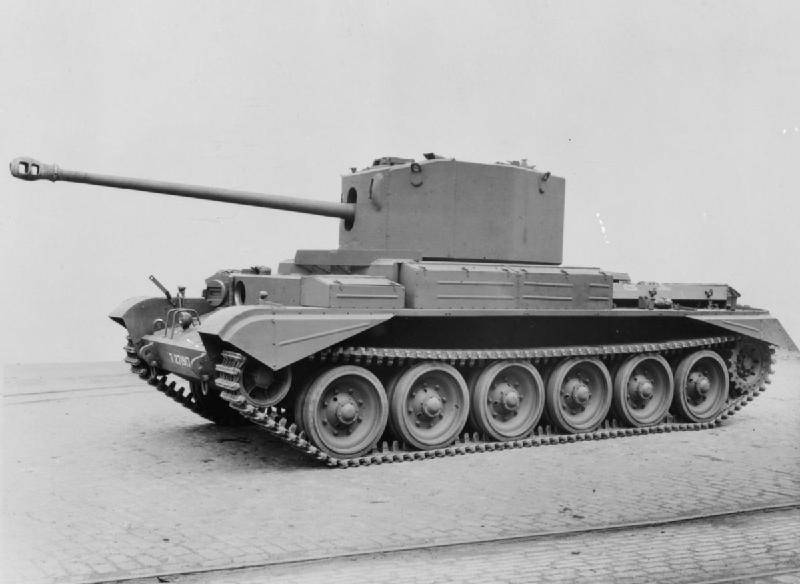
De eerste productieversie met klein geleidewiel

In beginsel leek de Challenger veel op de Cromwell. De voorkant van de romp en de aandrijving waren vrijwel identiek. Doordat er een groter kanon op de Challenger zat dan op de Cromwell en er ook een tweede lader was, moesten de toren en de romp in vergelijking groter zijn. De toren, overigens van een geheel nieuw ontwerp met gekromde gewalst stalen segmenten, was veertig percent hoger, een voertuighoogte van 2775 millimeter scheppend. De tank was langer en er werd een extra, zesde, loopwiel toegevoegd. Doordat de tank door deze aanpassing zwaarder werd, moest de bepantsering dunner worden. Het pantser aan de voorzijde van de toren werd gereduceerd tot 63 mm en aan de zijkanten tot 40 mm. Voor de Cromwell waren de overeenkomende dikten respectievelijk 75 en 60 mm. Bij later geproduceerde voertuigen werd de pantserdikte weer opgevoerd. Het machinegeweer in de romp werd verwijderd om meer ruimte te scheppen voor de munitievoorraad van 48 granaten voor het kanon. Hierdoor hield de tank nog één machinegeweer over, coaxiaal aan het kanon aan de rechterzijde. De bemanning bestond uit vijf personen: commandant, bestuurder, richter en twee laders, waarvan vier in de toren. De chauffeur zat aan de rechterzijde, achter een rond luik.

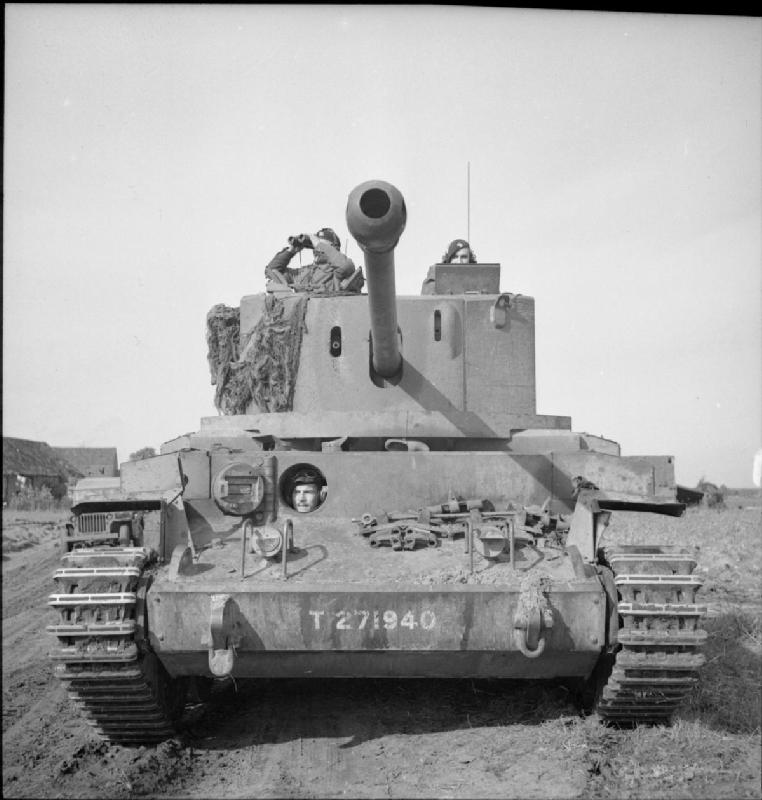
De commandant kon alleen het doel observeren door de romp uit de koepel te steken

Bij proefnemingen was gebleken dat de torenring van de Cromwell met een diameter van zevenenvijftig duim net te weinig ruimte bood voor het zwaardere 17-ponder kanon. In een eerste opzet hoopte Stothert & Pitt dit te omzeilen door in een hogere toren het hele kanon boven het rompniveau te heffen. Dat zou echter de elevatie sterk beperken en het leger eiste dat het kanon onder een hoek van minstens 18° geheven kon worden. Hierop werd besloten de diameter van de opening te vergroten. Men verbreedde het bovenstuk van de romp met zes duim. Een extra vier duim werd gewonnen door de torenring waarop de koepel draaide maar helemaal weg te laten. In plaats daarvan rustte de hele toren op een centrale kogellager op de bodem, een unieke constructie. Dat schiep echter het gevaar dat de toren zich door de hefboomwerking vanwege het lange kanon en het eveneens lange achtergedeelte klem zou zetten op de kogellager. De toren is onmiddellijk herkenbaar aan de interne kanonmantel, eerst veertig, toen 102 millimeter dik. Daar werd voor gekozen om het gewicht zo dicht mogelijk op het draaipunt te leggen. Een ander risico was dat, vooral omdat de toren iets kon kantelen op de kogellager, granaatscherven of kogels tussen de toren en de romp klemvast zouden komen te zitten. Semi-automatische krikken waren ingebouwd om de toren indien nodig te heffen zodat die verwijderd konden worden. Om dit risico verder te verminderen werd er aan de voorkant van de toren een pantserkraag op de romp aangebracht. In de onderste achterzijde van de toren kon een luik geopend worden om de hulzen van de drijflading uit te werpen.
Het 17-ponder kanon was zeer effectief doordat een nieuwe subkalibergranaat werd toegepast met afwerpbare slof zodat de mondingssnelheid hoog lag en die snelheid ook niet snel verloren ging. Deze APDS-granaat (Armoured-Piercing Discarding Sabot) had nog een doorslag van 120 mm op drie kilometer afstand, voldoende om een Tiger te vernietigen. In eerste instantie kende de granaat echter een gescheiden drijflading. Om de vuursnelheid niet te veel te beperken werd daarom de tweede lader toegevoegd. Hoewel oorspronkelijk bedoeld om het tankduel op grote afstand aan te gaan, was de Challenger daar niet erg voor geschikt. Zoals bij bijna alle tanks van deze periode ontbrak een dure optische afstandsmeter zodat meerdere schoten nodig waren wilde men iets treffen. De commandant had geen eigen commandokoepeltje en kon de toren niet zelf in de richting van een doel draaien. Bij ieder schot kantelde de toren iets naar achteren, wat de richtlijn van de richter brak. Als de toren niet spontaan weer naar voren kantelde, werden de krikken geactiveerd. Het was vooral dit opmerkelijke systeem dat de beoordelaars tijdens de testfase tot de conclusie had gebracht dat het hele ontwerp fundamenteel fout was. Daarbij was de ventilatie slecht en vulde de toren zich al na het eerste schot met walm. De vuursnelheid lag in de praktijk dus laag, verergerd door de noodzaak de acties van vier man te coördineren. Behalve de APDS-granaat was er een AP-granaat (Armoured Piercing), welke pantsergranaat goedkoper was en op korte afstand een redelijk doorslagvermogen had, genoeg om de meeste Duitse voertuigen uit te schakelen. In de praktijk waren de meeste doelen van de Challenger ongepantserd. Vaak werd vijandelijke infanterie beschoten. Het 17-ponder kanon was daartegen in beginsel een stuk effectiever dan de 6-ponder van de Cromwell. Er was een HE-granaat (High Explosive) beschikbaar, welke brisantgranaat een goede accuratesse had. De zuiverheid van het schot hing samen met een hoge mondingssnelheid en die zou grote problemen opleveren voor dit type munitie. De ontsteking, die werkte met een contactmechanisme, moest de explosieve lading op tijd doen ontploffen, een effect dat niet betrouwbaar bereikt werd, ondanks vele pogingen tot verbetering. Blindgangers en deelexplosies waren het gevolg en dat terwijl de munitievoorraad toch al beperkt was.
De vering was die van de Cromwell, van het zogenaamde "Christietype", dat wil zeggen: met een onafhankelijke wielophanging en verticale interne springveren. De vering was soepel en stond een snelheid toe van ruim vijftig kilometer per uur. De verlenging van de ophanging met een zesde loopwiel leidde tot een verminderde wendbaarheid. Daarbij was de Christie-ophanging niet voorzien van ondersteuningswielen voor het boventraject van de rupsband. Bij de kortere Cromwell was dat niet zo'n probleem maar bij de langere Challenger deed zich bij het toenemen van de snelheid al vlug een resonantie van het boventraject voor die uiteindelijk leidde tot het afwerpen van de rupsband.

## Operationele geschiedenis
De eerste voertuigen werden in het voorjaar van 1944 in de Britse legerorganisatie opgenomen. Op dat moment was de tactische situatie geheel anders dan in 1941. Het opperbevel had indertijd duidelijk gehoopt een snelle en ietwat geïmproviseerde oplossing te vinden voor het probleem van de zwakkere bewapening. Het plaatsen van een sterk kanon achter een pantserschild op een tankchassis zou die kunnen verschaffen. Door echter voor de 17-ponder te kiezen die nog niet uitontwikkeld was en de eis te stellen van een gesloten roteerbare toren vertraagde de Tank Board, een notoir inefficiënte organisatie, het ontwerpproces aanzienlijk. De Challenger zou in 1942 op de open vlakten van Noord-Afrika een uiterst waardevolle bijdrage hebben kunnen leveren aan de strijd daar het voertuig in staat was op zeer grote afstand de Panzerkampfwagen III en IV uit te schakelen en zo Duitse tankaanvallen te breken voordat de Britse posities binnen het effectief bereik van de Duitse tankkanonnen kwamen. In 1944 zou men moeten vechten in een dicht begroeid landschap terwijl de nieuwe Duitse tanks een veel groter bereik hadden gekregen. Niemand zat in 1944 nog op de Challenger te wachten. Het type was daarmee symptomatisch voor de Britse tankontwikkeling. Men begreep al in 1941 dat het onderscheid tussen infanterietanks en cavalerietanks verouderd was. Men moest daarmee breken en een voertuig bouwen met torsiestaafophanging, een brede romp en een gegoten toren met een 17-ponder of zelfs 20-ponderkanon. Die radicale stap durfde men echter niet te zetten uit angst de aantallen geproduceerde tanks te verminderen. Achteraf bezien zou men voor 1944 niet heel veel tanks nodig gehad hebben en produceerden de Amerikanen er in ieder geval voldoende. De halfbakken verbeteringen die men in plaats ervan doorvoerde vraten tijd en geld terwijl ze alleen onbruikbare mislukte ontwerpen opleverden.
Pas na de ontvangst van de voertuigen werd duidelijk dat men had nagelaten een diepwaadinrichting in te bouwen zodat het type niet mee kon doen aan de Invasie in Normandië waarvoor immers vereist was dat men door de branding van de landingsvaartuigen afreed. Men moest wachten tot de Mulberryhavens klaar waren die toestonden hele tanks op de pieren te takelen. Uiteindelijk werd de tank geschikt gemaakt om, na voorbereiding, door 137 centimeter water te rijden. Pas in juli 1944 werden de eerste voertuigen bij fronteenheden in dienst genomen en moesten toen vrijwel meteen worden teruggeroepen wegens defecten aan de geleidewielen. Om gewicht te besparen was het voorste geleidewiel iets kleiner gemaakt dan bij de Cromwell maar dat leidde tot afgeworpen rupsbanden en asbreuken. In september keerden ze, met grotere wielen, weer terug naar Frankrijk. Veel strijd tegen Duitse tanks hebben ze in de eerste fase dus niet beleefd. De Challenger was door zijn onbetrouwbaarheid, hoge massamiddelpunt en hoge profiel in het begin niet erg populair bij de bemanningen. Maar het voertuig was sneller dan de vergelijkbaar bewapende Sherman Firefly die zelfs nog wat hoger was en uiteindelijk verbeterde zijn reputatie wat. Bij de latere voertuigen was de voorkant van de toren inclusief mantel dik genoeg om de Panzerfaust te weerstaan, wat zeer gewaardeerd werd.

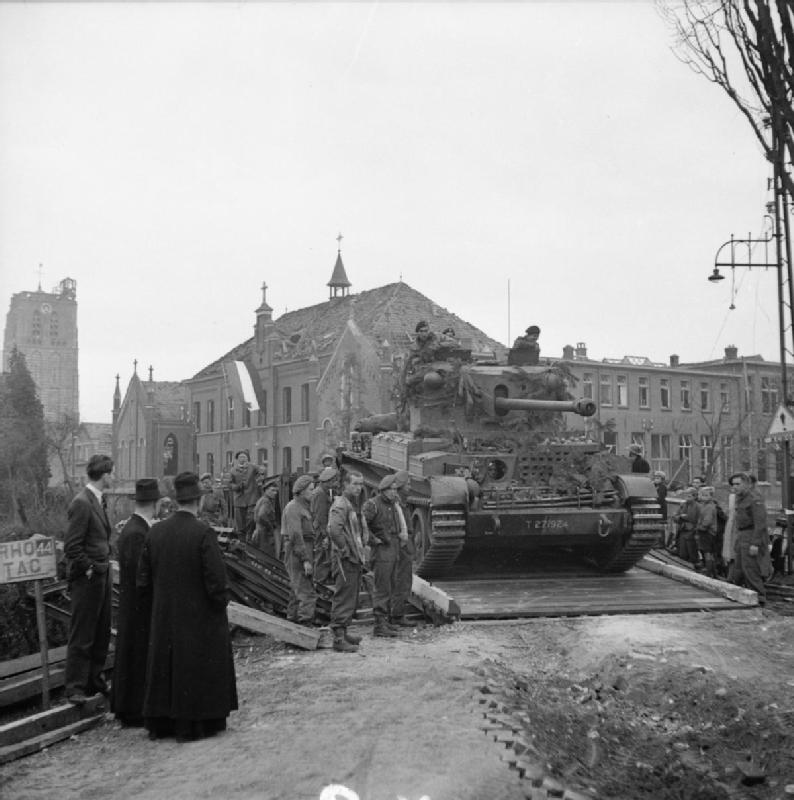
Een Challenger in Sint-Michielsgestel

In de oorspronkelijke opzet zouden de Challengers vooral de zwak bewapende Churchilltanks moeten ondersteunen. Twee Britse pantserdivisies in het Westen, de Guards Armoured Division en de 11th Armoured Division, zouden daartoe een kleine centrale reserve krijgen van tweeëndertig voertuigen die de divisiecommandant naar behoefte kon inzetten. In de praktijk bleek dit nogal onpraktisch want deze tanktypen pasten niet bij elkaar en de Churchills waren geconcentreerd in aparte brigades. De aantallen werden ook nooit gehaald: de sterkte bij de Guards piekte in februari 1945 met zestien voertuigen. In Italië of tegen Japan is het type nooit ingezet.
In februari 1945 werden de organieke sterkten beter aan de realiteit aangepast. Iedere divisie moest vijftien tanks hebben en ook de 7th Armoured Division, die een nominale toewijzing had voor het 5th Royal Tank Regiment, kreeg er nu daadwerkelijk een aantal. Althans die laatste divisie voegde zijn A30 Challengertanks officieel toe aan een verkenningseenheid van de cavalerie, een Armoured Reconnaissance Regiment, de 8th Hussars, die met Cromwells was uitgerust. Vermoedelijk hadden de andere twee divisies sinds de herfst officieus al hetzelfde gedaan. Zo zaten de Challengers van de Guards Armoured Division in het 2nd Battalion Welsh Guards en van de 11th Armoured Division in de 15/19th King's Royal Hussars. Dat maakte het onderhoud eenvoudiger, aangezien ze dezelfde onderdelen hadden. Ze konden zo meteen de zwakker bewapende Cromwells ondersteunen, als Tank Destroyer, en ze waren ongeveer even snel. Als tegenstand van zware Duitse tanks werd vermoed voegde men een of twee voertuigen toe aan een peloton Cromwells. Vanwege de combinatie van een hoog profiel, zwak pantser en sterke bewapening was de Challenger vooral geschikt voor verdedigende posities. De hoge toren stond een sterke domping van het kanon toe, van 10°, wat het makkelijker maakte een rompgedekte positie te vinden aan de achterkant van een heuveltje. De 11th Armoured Division faseerde Challengers juist helemaal uit: vernietigde en defecte voertuigen werden na februari niet meer vervangen.
In totaal gingen negenendertig Challengers verloren met een piek van elf voertuigen in oktober, veroorzaakt door felle strijd tijdens het opschuiven van het front naar de Maas. In de andere beginmaanden waren de verliezen gering, maar stegen weer van februari af, toen het Rijnland veroverd werd en de Rijn overschreden. Het was uitzonderlijk dat een Challenger zelf een Duitse tank uitschakelde. Door de kleine sterkten gecombineerd met geringe verliezen verbleven veel Challengers in depots, waar ze ingewisseld konden worden tegen defecte voertuigen. Een belangrijk deel heeft Engeland nooit verlaten. In april 1945 gebruikte de 4th Armoured Brigade nog zes voertuigen. Na de oorlog werden de Challengers in het Britse leger snel vervangen door de A34 Comet. De meesten werden weer naar het Verenigd Koninkrijk verscheept.
In april 1945 werden dertien voertuigen toegevoegd aan de sterkte van de 1st Polish Armoured Division die deel uitmaakte van het Britse leger, meer bijzonder aan het 10th Mounted Rifles Regiment. De Czechoslovak Armoured Brigade kreeg eind mei 1945 een toedeling van Challengers na hun beleg van Duinkerke in 1945. Na de oorlog nam Tsjecho-Slowakije deze tweeëntwintig voertuigen over die eerst dienden in de 11e Pantserbrigade, toen in de 23e Pantserbrigade en uiteindelijk in het 13e Onafhankelijke Tankbataljon. In 1951 gingen deze tanks in depot om in 1959 op de schroothoop te belanden.

## Overlevende voertuigen

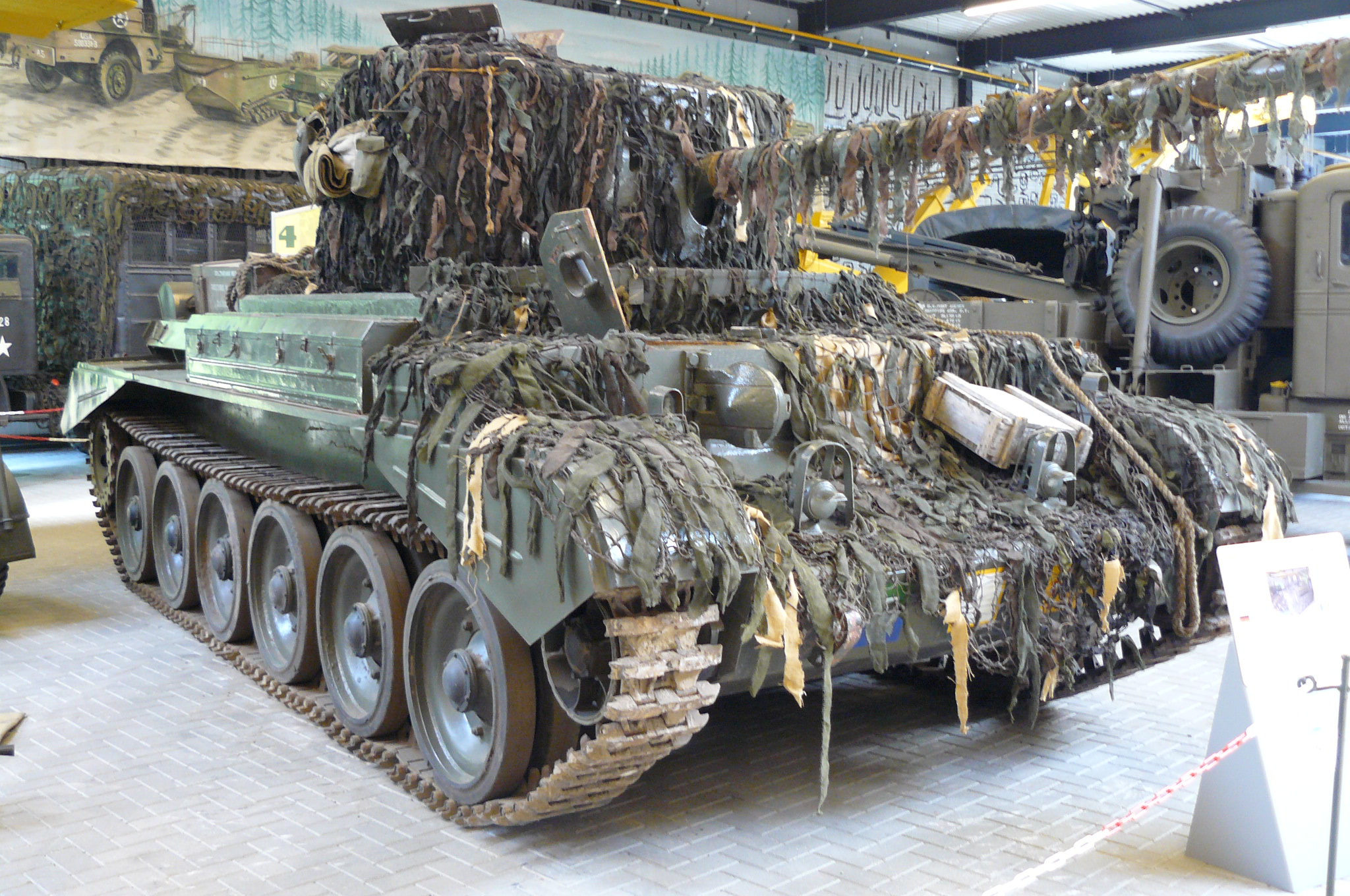
A30 Challenger tank te Oorlogsmuseum Overloon, rechtsvoor

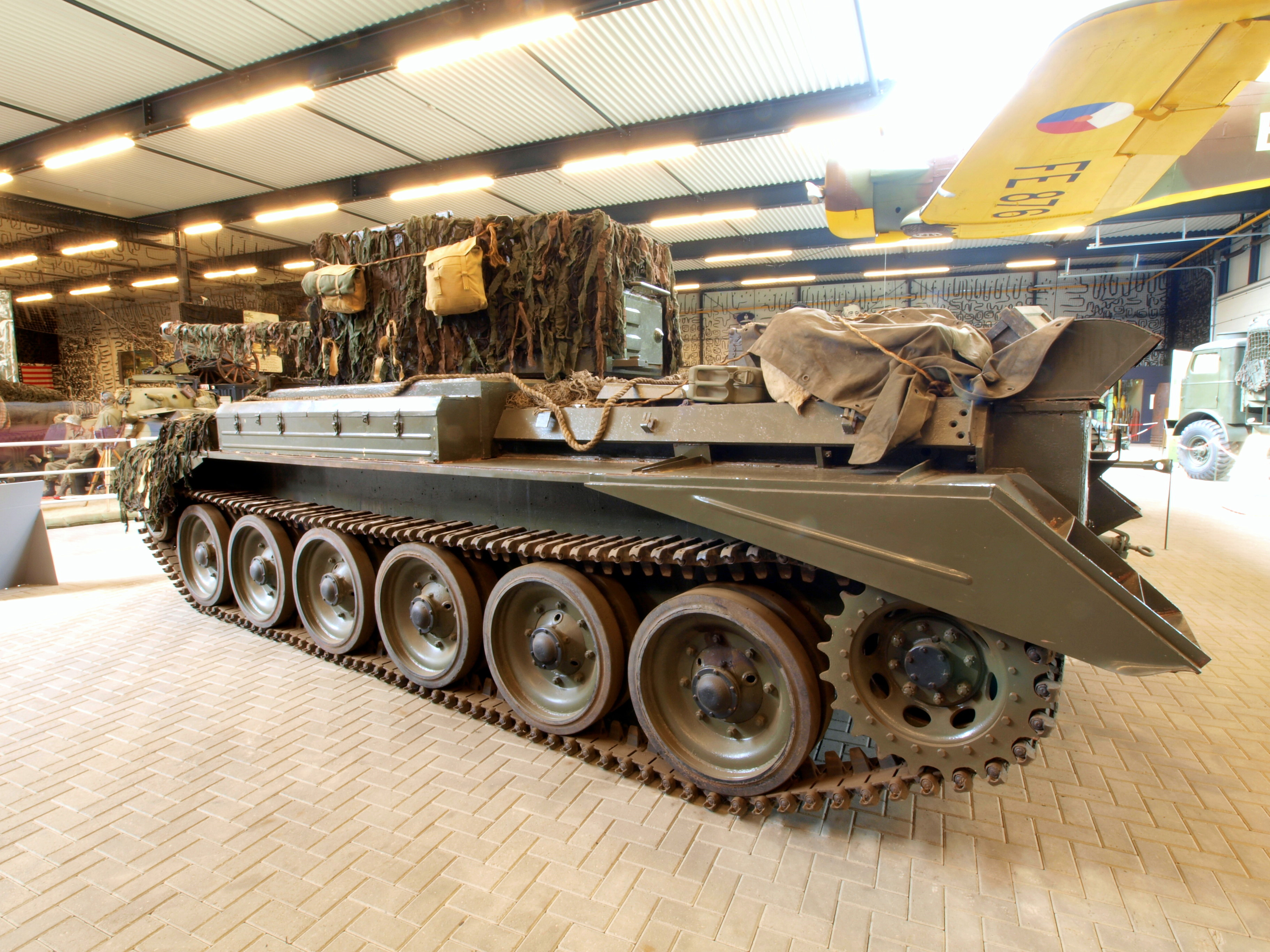
Idem linkerzijde

Er bestaat nog maar een complete Challenger. Oorlogsmuseum Overloon heeft dit voertuig in de collectie. Het voertuig is afkomstig van het Muzeeaquarium Delfzijl, dat in 1976 de militaire verzameling van de in 1965 omgekomen Arend Willem Ritzema afstootte. Ritzema had in Delfzijl een bunker als oorlogsmuseum ingericht, waarbij verschillende buiten opgestelde pantservoertuigen als publiekstrekker dienden. De Challenger in Overloon werd aan het einde van de oorlog ingezet door de 1e Poolse Pantserdivisie en, na de Tweede Wereldoorlog, enige tijd  door het Nederlandse leger.
Bovington Tank Museum bezit een Challenger-koepel en een Challenger-romp, die niet bij elkaar horen. De toren behoorde tot de collectie van het Isle of Wight Military Museum. Deze koepel, van het type dat met extra 25 millimeter platen versterkt was, was door het Britse leger aan de linkerzijde opengewerkt voor educatieve doeleinden. De collectie is sindsdien overgenomen door het Bovington Tank Museum.
Het Imperial War Museum toont nog een 17-ponder kanon met mantel die uit de toren van een Challenger afkomstig zijn.

## Varianten

### Avenger
De SP 17pdr, A30, beter bekend als Avenger, was een variant van de Challenger, maar had een anders gevormde toren die tevens open was aan de bovenkant om het gewicht te beperken. Een blikken baldakijn met luiken hield de regen buiten. De toren had een gegoten voorplaat en achterplaat. Tevens was de romp wat lager. Met 31 ton woog het ongeveer 1,5 ton minder dan de Challenger. De Avenger werd ontwikkeld als tankjager in 1943-1944 als tijdelijke oplossing tot de Archer in voldoende aantallen beschikbaar was voor het leger. De ontwerpopdracht werd begin 1943 gegeven. De Avengers werden gebouwd bij Vauxhall Motors waar ook de Comet tank werd geproduceerd die een hogere prioriteit had. Hierdoor waren er slechts een paar klaar in 1945, na het einde van de oorlog in Europa. De Avenger deelt met de Comet de ondersteuningswielen. Er werden vijfhonderd voertuigen van besteld maar na de oorlog werd dit eerst teruggebracht tot 230 en daarna tot tachtig. De productie liep door tot in 1946. De voertuigen zijn gebruikt door de British Army of the Rhine, de Britse bezettingsmacht in Duitsland na de oorlog. Er waren enkele jaren twee antitankartilleriebataljons mee uitgerust.